# Khenty-abt
Khenty-abt (el més oriental) fou el nom del nomós XIV del Baix Egipte, anomenat en grec Sethroe (llatí Sethrois).
Estava situat al nord-est del Delta, a la part nord del Sinaí occidental i fins al braç oriental del Delta.
La capital fou Tjaru (Sile, avui Qantara). Zef apareix esmentada a la llista d'Abidos i era el santuari d'Haremakhti al llac de Tanis. Claudi Ptolemeu anomena la ciutat d'Heracleuspolis i la de Tanis (aquesta darrera ciutat també l'esmenten Estrabó i Plini el Vell però la seva importància fou tardana i segurament pertanyé al nomós XIX o Am-Pehu). La ciutat més coneguda fou la fortalesa de Pelúsion, que era clau per aturar una eventual invasió d'Egipte procedent de Palestina.
El déu principal fou Set.